# Розалін (Люблінське воєводство)
Розалін (пол. Rozalin) — село в Польщі, у гміні Ополе-Любельське Опольського повіту Люблінського воєводства.
Населення — 155 осіб (2011).
У 1975-1998 роках село належало до Люблінського воєводства.

## Демографія
Демографічна структура станом на 31 березня 2011 року:
|          | Загалом | Допрацездатний вік | Працездатний вік | Постпрацездатний вік |
| -------- | ------- | ------------------ | ---------------- | -------------------- |
| Чоловіки | 80      | 11                 | 62               | 7                    |
| Жінки    | 75      | 13                 | 42               | 20                   |
| Разом    | 155     | 24                 | 104              | 27                   |